# Swing contido

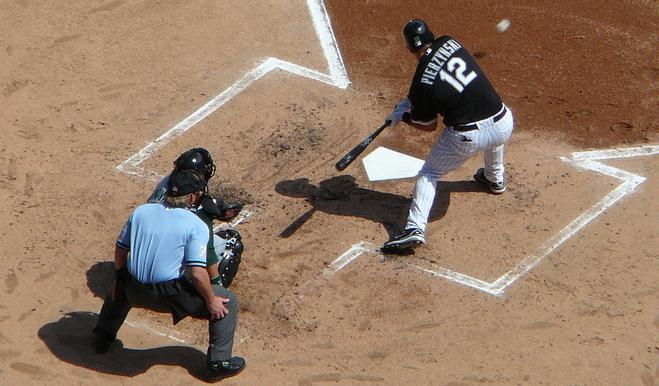
Batedor contém seu swing num arremesso baixo.

No beisebol, um swing contido (checked swing) ocorre quando um batedor começa o giro pela bola, mas o pára pouco antes da bola chegar à home plate. Geralmente, o árbitro da primeira ou terceira base decide se foi mesmo um swing contido ou um strike, após requisição feita pelo árbitro da home plate ou pelo receptor. (O árbitro da 1ª base faz a chamada para um rebatedor direito, e o da 3ª base para um rebatedor esquerdo.) Para indicar um swing contido, o árbitro faz um gesto de “salvo” com suas mãos; para indicar um swing completo, ele cerra seu punho. Se o árbitro não responder ao pedido, o swing é considerado incompleto.
O livro de regras da Major League Baseball não contém um definição oficial de um swing contido; isso é uma decisão do árbitro. Geralmente, fatores como se o bastão passa a frente da home plate ou se o batedor recua seus pulsos são considerados na decisão.